# 竹下道夫
竹下 道夫（たけした みちお、1950年〈昭和25年〉12月16日 - ）は、日本の経営者。宇部興産（現：UBE）代表取締役社長、日本化学工業協会副会長。2010年4月より前任の田村浩章より宇部興産の社長職を引き継ぐ。熊本県出身。

## 略歴
1973年九州大学工学部卒業、宇部興産入社。1997年タイカプロラクタム社上席副社長。2001年宇部興産執行役員（建設資材セグメントセメント生産統括部長）、2003年同社執行役員（エネルギー・環境ディビジョン長）、2005年同社常務執行役員（エネルギー・環境部門長並びに購買・物流本部長）、2008年同社取締役常務執行役員、2009年同社取締役専務執行役員経営管理室長。2010年同社 代表取締役社長。2015年、同社会長。

## 主な公職
- 石灰石鉱業協会会長（2012年－）
- 日本化学工業協会副会長（2010年5月－2012年5月）
- セメント協会副会長（2010年5月－）